# Dirceu Dresch
Dirceu Dresch (Saudades, 11 de julho de 1964) é um político brasileiro.

## Carreira
Foi deputado à Assembleia Legislativa de Santa Catarina na 16ª legislatura (2007 — 2011) e na 17ª legislatura (2011 — 2015). Nas eleições de 2014, em 5 de outubro, foi reeleito deputado estadual para a 18ª legislatura (2015 — 2019).